# Massimo Stano
Massimo Stano (* 27. Februar 1992 in Grumo Appula) ist ein italienischer Geher. Mit dem Gewinn der Goldmedaille bei den Olympischen Spielen 2020 in Tokio feierte er seinen größten sportlichen Erfolg.

## Leben
Massimo Stano wuchs in Palo del Colle auf. 2003 fing er mit der Leichtathletik an und trainierte zunächst vor allem für Langstreckenläufe. Im Oktober 2013 zog nach Mailand, um dort das Training aufzunehmen. Nachdem ihn mehrere Verletzungen zurückwarfen, zog er 2016 erneut, diesmal nach Castelporziano, um. Dort trainiert er seitdem unter der Anleitung des Trainers Patrizio Parcesepe. Stano ist seit 2016 mit Fatima Lotfi verheiratet, die ebenfalls als Leichtathletin sportlich aktiv war. Er hat einen Diplomabschluss als Programmierer.

## Sportliche Laufbahn
Seit 2008 tritt Stano in Wettkämpfen im Gehen an. Damals belegte er den vierten Platz bei den Italienischen U18-Meisterschaften über 10 km. Ein Jahr später siegte er bei den U18-Meisterschaften über 5000 Meter. Im Sommer trat er über 10.000 Meter bei den U18-Weltmeisterschaften in Brixen an. In dem Wettkampf belegte er mit einer Zeit von 46:00,85 min den 14. Platz. Bis zum Ende des Jahres verbesserte er sich bis auf 43:18,78 min. 2010 wurde er Italienischer U20-Meister und nahm auch an den Meisterschaften der Erwachsenen teil, bei denen er Siebter wurde. Im Juli belegte er den 13. Platz bei den U20-Weltmeisterschaften im kanadischen Moncton. 2011 konnte Stano seinen nationalen Juniorenmeistertitel erfolgreich verteidigen uns startete im Juli bei den U20-Europameisterschaften in Tallinn, bei denen er in 43:24,52 min den vierten Platz belegte.
2013 nahm er an seinen ersten Wettkämpfen über 20 km teil. Im Juli trat er über diese Distanz bei den U23-Europameisterschaften in Tampere an. Mit Bestzeit von 1:25:25 h konnte er die Silbermedaille gewinnen. Ein Jahr später nahm er bei den Europameisterschaften in Zürich an seinen ersten internationalen Meisterschaften bei den Erwachsenen teil. Dort blieb er allerdings deutlich hinter seiner Bestzeit und auch den Vorleistungen aus der Saison zurück und erreichte als 24. das Ziel. 2015 nahm er in Peking erstmals an Weltmeisterschaften der Erwachsenen teil. Den Wettkampf beendete er nach 1:22:53 h auf dem 19. Platz. Erst 2018 konnte er schließlich wieder regelmäßig an Wettkämpfen teilnehmen. In seinem ersten Rennen über 20 km stellte er bei den Italienischen Meisterschaften mit 1:21:02 h direkt eine neue Bestzeit auf und gewann damit auch seinen ersten nationalen Meistertitel. Im August nahm er den Europameisterschaften in Berlin teil. Mit abermals neuer Bestzeit landete er mit 1:20:51 h auf dem vierten Platz. 2019 konnte er den nationalen Meistertitel über 10 km erringen. Im Juni stellte er mit einer Zeit von 1:17:45 h einen neuen italienischen Rekord auf. Vier Monate später nahm er in Doha an seinen zweiten Weltmeisterschaften teil. Den Wettkampf beendete er auf dem 14. Platz.
2021 qualifizierte sich Stano zum ersten Mal für die Olympischen Spiele. In Tokio konnte er sich auf der 20-km-Distanz in 1:21:05 h, vor den einheimischen Athleten Kōki Ikeda und Toshikazu Yamanishi, gegen die Konkurrenz durchsetzen und feierte mit dem Gewinn der Goldmedaille seinen größten sportlichen Erfolg. Ein Jahr später nahm er in den USA an den Weltmeisterschaften über die erstmals ausgetragene Wettkampfdistanz von 35 km teil und konnte sich in 2:23:14 h, ein Jahr nach dem Olympiasieg, auch zum Weltmeister krönen. Mit dieser Zeit hält er zugleich den Europarekord über dieses Distanz. Nach dem WM-Triumph trat er bei den Europameisterschaften in München über die kürzere 20-km-Distanz an. Den Wettkampf beendete er auf dem achten Platz. 2023 trat er in Budapest erneut bei den Weltmeisterschaften an, wobei er den Wettkampf über 20 km nicht beenden konnte. Ein paar Tage später ging er als Titelverteidiger auch über die 35-km-Distanz an den Start. Den Wettkampf beendete er auf Rang 7.
2024 stellte Stano im März beim Geher-Grand Prix in China in 1:17:26 h eine neue 20-km-Bestzeit auf.

## Wichtige Wettbewerbe
| Jahr                | Veranstaltung             | Ort                 | Platz               | Disziplin           | Zeit                |
| Startet für Italien | Startet für Italien       | Startet für Italien | Startet für Italien | Startet für Italien | Startet für Italien |
| ------------------- | ------------------------- | ------------------- | ------------------- | ------------------- | ------------------- |
| 2009                | Jugendweltmeisterschaften | Brixen              | 14.                 | 10.000 m Bahngehen  | 46:00,85 min        |
| 2010                | U20-Weltmeisterschaften   | Moncton             | 13.                 | 10.000 m Bahngehen  | 43:03,58 min        |
| 2011                | U20-Europameisterschaften | Tallinn             | 4.                  | 10.000 m Bahngehen  | 43:24,52 min        |
| 2013                | U23-Europameisterschaften | Tampere             | 2.                  | 20 km Gehen         | 1:25:25 h           |
| 2014                | Europameisterschaften     | Zürich              | 24.                 | 20 km Gehen         | 1:29:14 h           |
| 2015                | Weltmeisterschaften       | Peking              | 19.                 | 20 km Gehen         | 1:22:53 h           |
| 2018                | Europameisterschaften     | Berlin              | 4.                  | 20 km Gehen         | 1:20:51 h           |
| 2019                | Weltmeisterschaften       | Doha                | 14.                 | 20 km Gehen         | 1:31:36 h           |
| 2021                | Olympische Spiele         | Tokio               | 1.                  | 20 km Gehen         | 1:21:05 h           |
| 2022                | Weltmeisterschaften       | Eugene              | 1.                  | 35 km Gehen         | 2:23:14 h           |
| 2022                | Europameisterschaften     | München             | 8.                  | 20 km Gehen         | 1:21:18 h           |
| 2023                | Weltmeisterschaften       | Budapest            |                     | 20 km Gehen         | DNF                 |
| 2023                | Weltmeisterschaften       | Budapest            | 7.                  | 35 km Gehen         | 2:25:59 h           |
| 2024                | Olympische Spiele         | Paris               | 4.                  | 20 km Gehen         | 1:19:12 h           |

## Persönliche Bestleistungen
Freiluft
- 5000-m-Bahngehen: 19:52,74 min, 28. September 2013, Sulmona
- 5-km-Gehen: 21:09 min, 17. Januar 2010, Locorotondo
- 10.000-m-Bahngehen: 38:28,05 min, 28. April 2019, Rom
- 10-km-Gehen: 39:06 min, 30. April 2023, Madrid
- 20-km-Gehen: 1:17:26 h, 3. März 2024, Taicang, (italienischer Rekord)
- 35-km-Gehen: 2:23:14 h, 24. Juli 2022, Eugene, (Europarekord)

Halle
- 5000-m-Gehen: 19:22,62 min, 21. Februar 2015, Padova